# Paul Joseph Watson
Paul Joseph Watson (24 de Maio de 1982), também conhecido como PJW, é uma personalidade do YouTube, apresentador de rádio, escritor, editor e teórico da conspiração. Foi descrito como alt-right (direita alternativa) por várias fontes, embora não se associe a esse rótulo, em vez disso identificando-se com a Nova Direita. Publica conteúdo com críticas ao Islão, ao feminismo e à política de esquerda e ao multiculturalismo.
É o editor geral da Infowars.com, uma publicação on-line que promove "teorias de conspiração" sobre políticas dos EUA e internacionais e contribui para o programa de rádio de entrevistas Investers The Alex Jones Show, onde ocasionalmente apresenta só ou em conjunto com o apresentador de rádio e teórico da conspiração, Alex Jones. Trabalha na Infowars.com desde Outubro de 2002. Em Agosto de 2017, seu canal no YouTube passou a ter mais de um milhão de inscritos.

## Posicionamento político
Juntamente com Alex Jones e a Infowars como um todo, costumava discutir teorias de conspiração como chemtrails, Nova Ordem Mundial e os Illuminati antes de focar sua atenção contra o feminismo, o Islão e a política de esquerda. Numa entrevista, lembrou: "já falei sobre coisas bastante tenebrosas no passado nos meus dias de juventude, em termos de teorias de conspiração. Não acreditamos no que acreditávamos há dez anos". Foi descrito como um membro da "nova extrema-direita" pelo The New York Times, que publicou em Agosto de 2017 que seus "vídeos são polêmicas nativistas diretas, com um foco particular na Europa" e também observou sua oposição à arquitetura modernista e arte moderna.
Descreveu-se anteriormente como um libertário e apoiou Ron Paul na eleição presidencial nos Estados Unidos em 2012. Em tweet de 2016, disse que não considerava-se mais um libertário porque Gary E. Johnson "fez do termo um embaraço". Numa publicação no Facebook em Novembro de 2016, descreveu-se como membro da "New Right" (nova direita)" que ele considera distinta da alt-right. Afirma que a alt-right "gosta de se degenerar em cantos escuros de sub-reddits e obcecar-se sobre judeus, superioridade racial e Adolf Hitler." Junto a Mike Cernovich diverge de figuras como Richard B. Spencer e David Duke que vêem o nacionalismo branco como necessário para a alt-right. A direita alternativa refere-se a nova direita como como "alt-lite". Também definiu-se como conservador e considera o conservadorismo moderno como um movimento contracultural.
Apesar de dar apoio a Donald Trump na eleição presidencial de 2016, declarou via tweet de 6 de Abril de 2017 que estava "oficialmente fora do 'trem de Trump' " após a decisão do presidente de lançar ataques de mísseis contra a Síria em resposta a um ataque a gás vários dias antes, acreditando Trump descumprira sua promessa de não intervir na Síria. Depois de uma diminuição nos seguidores do twitter, ele negou que tivesse "voltado-se contra Trump", dizendo que ele estava "fora do 'Trump train' em termos da Síria." Declarou em tweet separado que mudaria seu foco para apoiar Marine Le Pen candidata da Frente Nacional na eleição presidencial da França em 2017, na qual ela acabou por ser derrotada.

## Na mídia

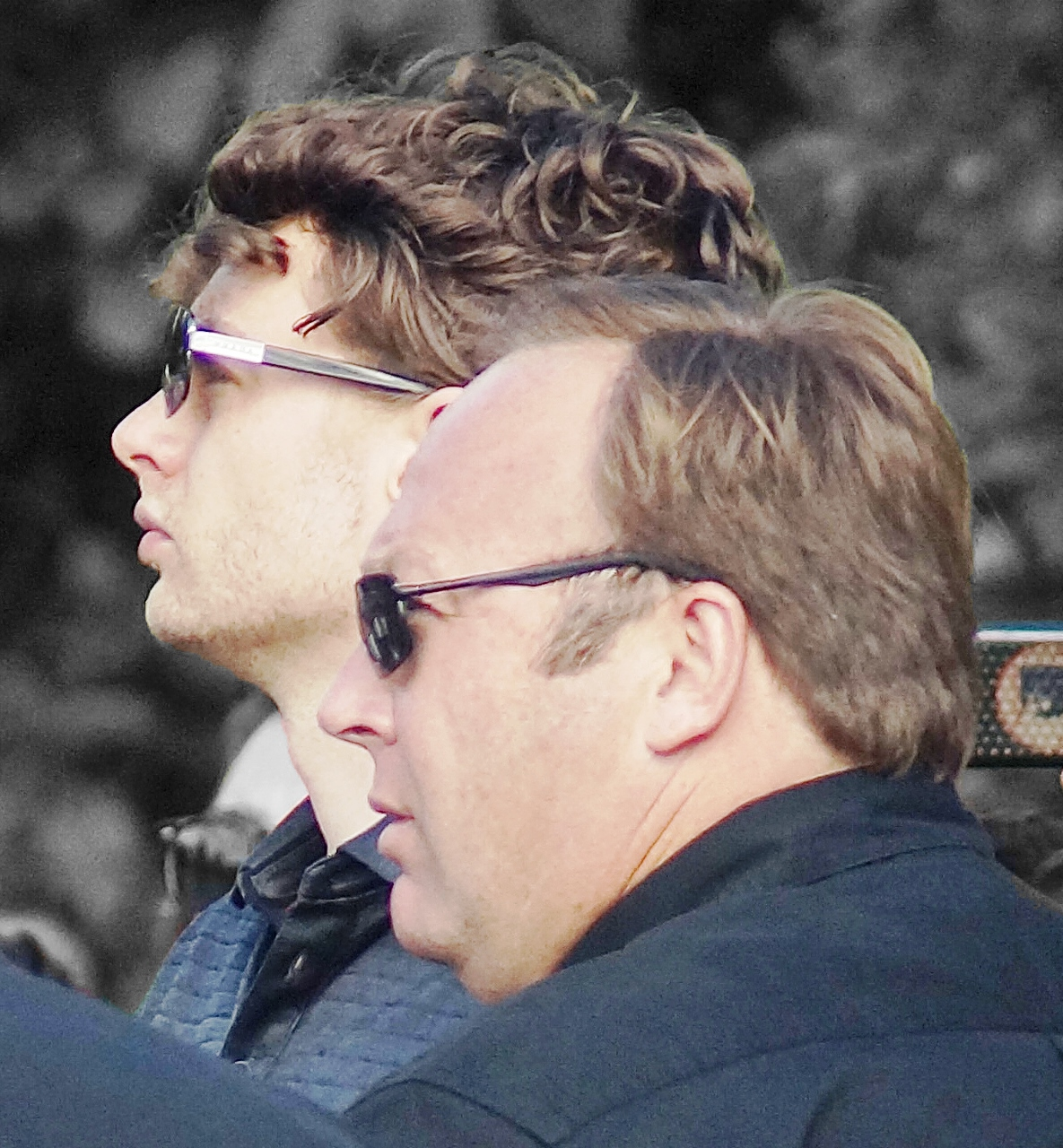
Com Alex Jones.

Em 2016, foi um dos primeiros defensores das alegações de que Hillary Clinton sofria de numerosos e graves problemas médicos. Sua contribuição na fabricação e divulgação do rumor foi abordada na grande mídia como parte de uma discussão sobre o papel dos rumores e da teoria da conspiração na eleição presidencial dos EUA de 2016.
Em Fevereiro de 2017, ofereceu-se via twitter para pagar a qualquer jornalista que considerasse a Suécia segura para visitar o país e permanecer nos "subúrbios migratórios criados pelo crime" de Malmo. Muitos jornalistas aceitaram sua oferta. Escolheu o jornalista e videógrafo Tim Pool de Nova Iorque, que já planejava uma investigação semelhante. Forneceu US$ 2.000 para a viagem de Pool. Tim Pool também realizou uma arrecadação de fundos para financiar uma investigação sobre outras "zonas proibidas" em áreas da Suécia e da Europa.
Em Setembro de 2017, travou uma discussão no Twitter com o historiador Mike Stuchbery depois de afirmar que George Orwell se oporia ao movimento Antifa moderno. Stuchbery tuitou: "Paul, novamente, Orwell alistou-se para lutar com a milícia de um partido marxista espanhol, através do Independent Labour Party britânico. Foi assim que ele desprezou os fascistas."

## Vida pessoal
Paul Joseph Watson nasceu em Sheffield, South Yorkshire, na Inglaterra  onde cresceu num conjunto habitacional. Em entrevista de Novembro de 2016 ao The Tab, descreveu sua adolescência como "não particularmente convencional", disse que se exercita diariamente durante três horas e, que consome muito pouca bebida alcoólica. Um de seus primeiros trabalhos foi limpeza de banheiros numa arena esportiva, mas que trocou isso para concentrar-se na InfoWars e em seu site PropagandaMatrix.

## Publicações
Ensaios
- com Terry L. Cook, Order out of Chaos, 2015.